# Ante Meštrović
Ante Meštrović je bio nogometaš RNK Split. Bio je obrambeni igrač i igrao tijekom 1950-ih godina. Bio je član momčadi koja je igrala u prvoj Splitovoj prvoligaškoj sezoni 1957/58. Nastupio je u jednoj utakmici.